# Aberlour

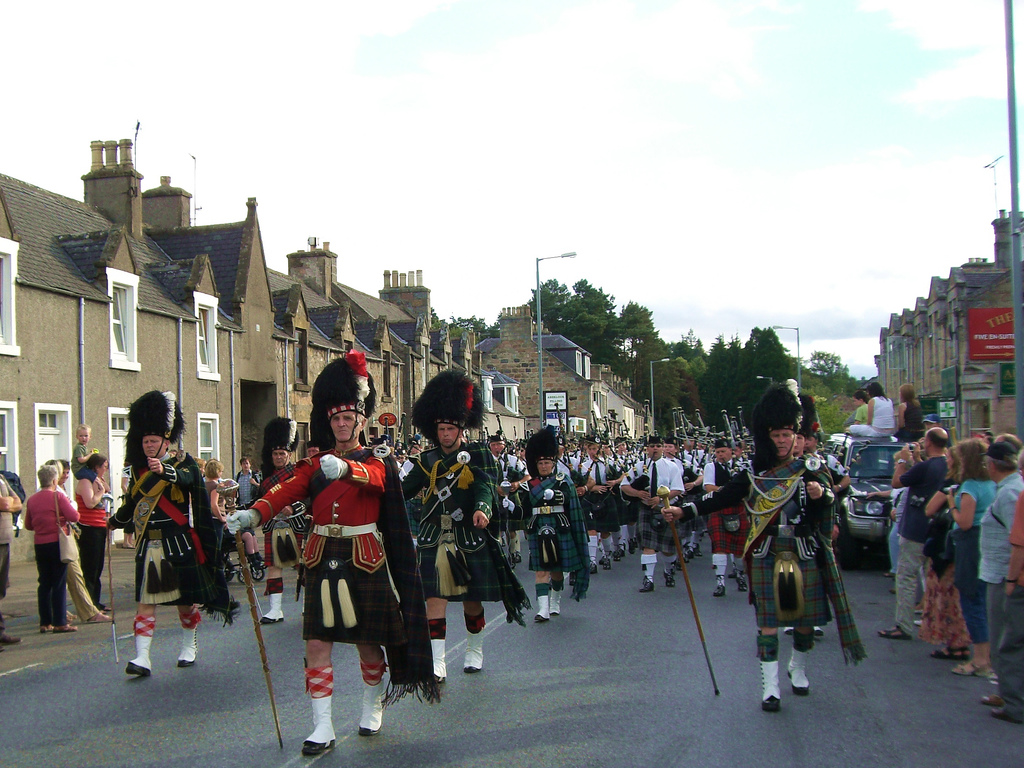
Parata ad Aberlour (2006)

Charlestown of Aberlour o semplicemente Aberlour (in gaelico scozzese: Obar Lobhair) è un villaggio di circa 800 abitanti della Scozia nord-orientale, facente parte dell'area amministrativa del Moray e della contea omonima e situato lungo il corso del fiume Spey (nella zona nota appunto come "Speyside").
La località è famosa per il tipo di whisky prodotto in loco.

## Geografia fisica
Aberlour si trova tra Elgin e Grantown-on-Spey (rispettivamente a sud della prima e a nord della seconda) e - più in dettaglio - tra Rothes e Dufftown (rispettivamente a sud/sud-ovest della prima e a nord-ovest della seconda). Il villaggio è situato lungo la sponda orientale del fiume Spey.

## Origini del nome
Il toponimo Obar Lobhair/Aberlour significa letteralmente "foce del ruscello che mormora", con probabile riferimento alla fonte di San Drostan, che viene anche raffigurata nelle etichette delle bottiglie di whisky.
Il nome Charlestown ricorda invece Charles Grant of Wester Elchies, che nel 1812 promosse l'estensione del villaggio preesistente.

## Monumenti e luoghi d'interesse

### Aberlour Orphanage
Tra i luoghi d'interesse di Aberlour, vi è l'Aberlour Orphanage, un edificio risalente al 1882 e che fino al 1967 ospitava un orfanotrofio.

## Società

### Evoluzione demografica
Al censimento del 2001, Aberlour contava una popolazione pari a 785 abitanti.

## Economia

### L'Aberlour Single Malt
Le origini dell'Aberlour Single Malt, il tipo di whisky prodotto in loco, risalgono almeno al 1826. L'Aberlour Distillery fu invece fondata mezzo secolo dopo, nel 1879 da James Fleming.

### Biscotti Walkers
Aberlour è anche il luogo dove vengono prodotti i celebri biscotti al burro Walkers.